# Сире-сюр-Везуз (кантон)
Сире-сюр-Везуз	 (фр. Cirey-sur-Vezouze) — кантон во Франции, находится в регионе Лотарингия. Департамент кантона — Мёрт и Мозель. Входит в состав округа Люневиль. Население кантона на 2011 год составляло 3 445 человек.				
Код INSEE кантона 5409. Всего в кантон Сире-сюр-Везуз входят 7	коммун, из них главной коммуной является Сире-сюр-Везуз.

## Коммуны кантона
| Коммуна        | Население | Почтовый индекс | Код INSEE |
| -------------- | --------- | --------------- | --------- |
| Бертрамбуа     | 403       | 54480           | 54064     |
| Сире-сюр-Везуз | 1 794     | 54480           | 54129     |
| Парю           | 65        | 54480           | 54419     |
| Петимон        | 358       | 54480           | 54421     |
| Сен-Совёр      | 51        | 54480           | 54488     |
| Танконвиль     | 102       | 54480           | 54512     |
| Валь-э-Шатийон | 696       | 54480           | 54540     |